# Herrensee von Niedernhausen

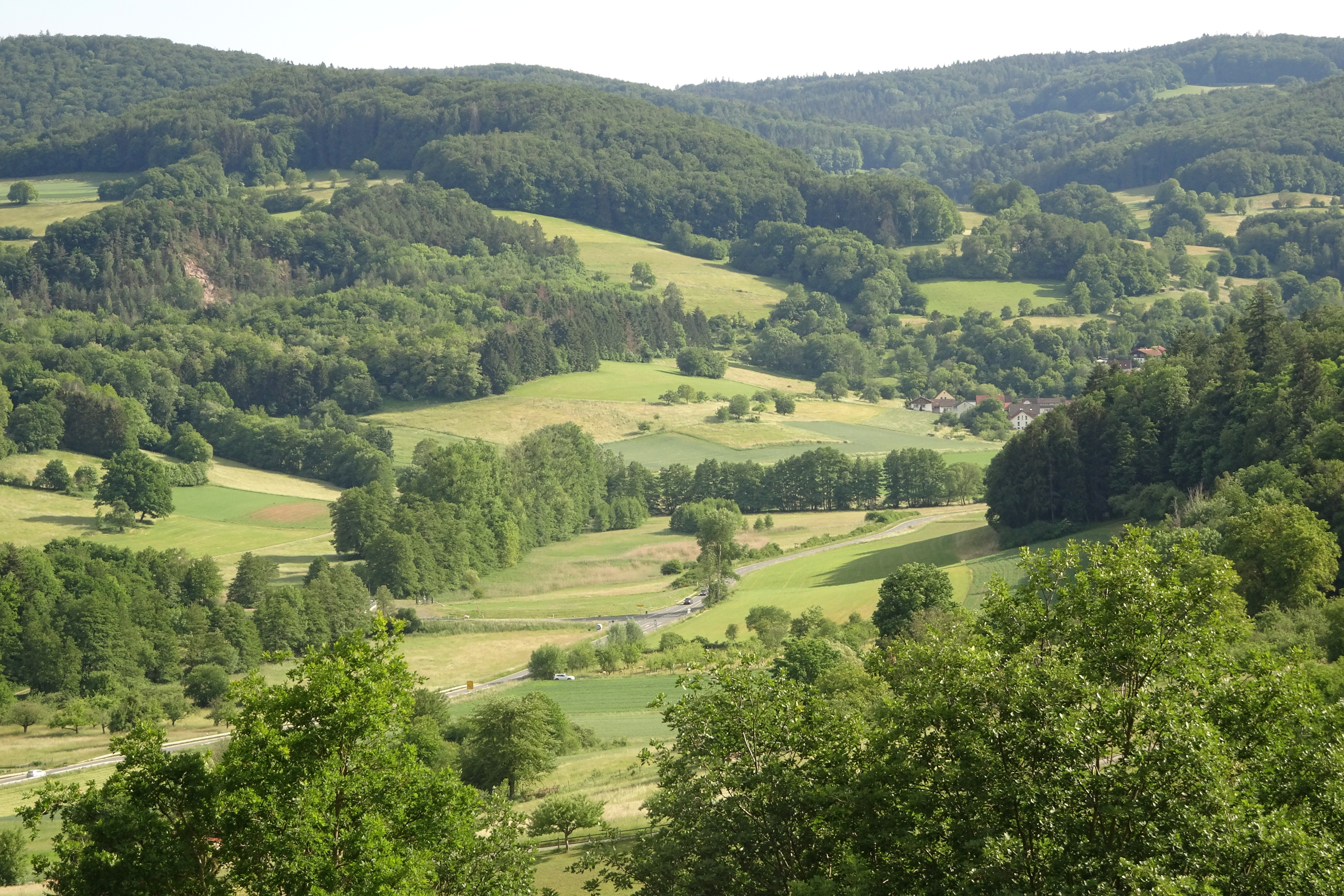
Lage des FFH-Gebiets „Herrensee von Niedernhausen“ im Fischbachtal (2020)

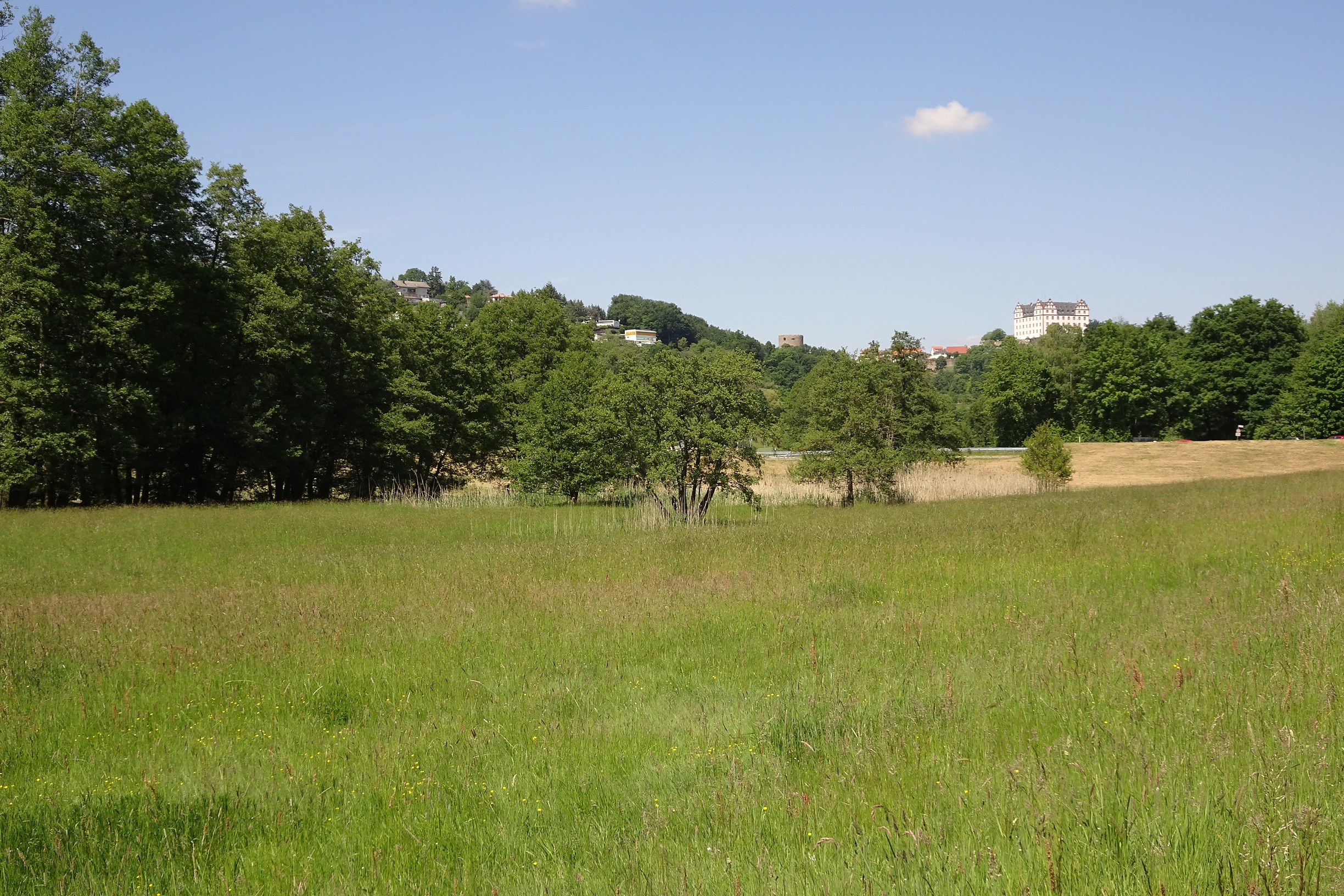
Nordwestlicher Teil des FFH-Gebiets, im Hintergrund Schloss Lichtenberg (2020)

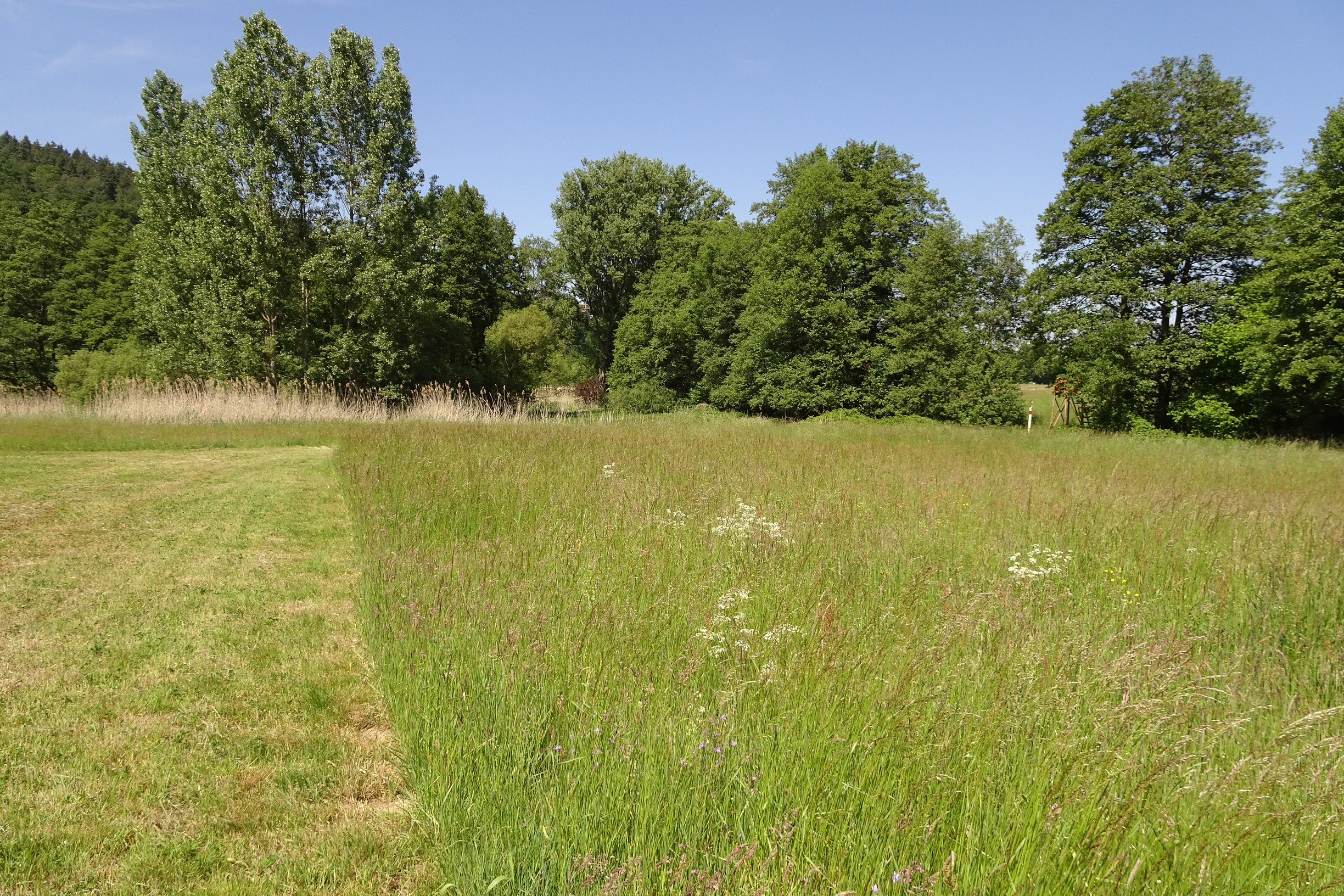
Wiesen und Ufergehölze im Südwesten am Meßbach-Zufluss (2020)

Der Herrensee von Niedernhausen ist ein Natura2000-Gebiet in der Gemeinde Fischbachtal im Landkreis Darmstadt-Dieburg in Südhessen. Die Ausweisung als FFH-Gebiet 6218-305 erfolgte mit der Verordnung vom 16. Januar 2008 (geändert am 20. Oktober 2016). Geschützt wird ein Auenabschnitt des Fischbachs mit Grünland, Großseggenriedern, Ufergehölzen, Röhrichten, Feuchtbrachen, Brennnessel-Mädesüßfluren und Streuobst.

## Lage
Das FFH-Gebiet „Herrensee von Niedernhausen“ liegt im Naturraum Vorderer Odenwald, Untereinheit 145.7 Lichtenberger Höhen. Es befindet sich in den Gemarkungen von Billings und Niedernhausen zwischen beiden Ortsteilen und verläuft in der Aue des Fischbachs über etwa 1,3 Kilometer von Südwesten nach Nordosten. Auch der Unterlauf des Meßbachs, der dem Fischbach von Süden zufließt, gehört zum Gebiet. Im Westen grenzt die Landesstraße 3102 an. Südlich der Abzweigung nach Meßbach reicht es nach Osten am Hang bis zum Waldrand hinauf. Im nördlichen Teil ist es nur ein schmaler Streifen und wird auf der Ostseite von einem Feldweg begrenzt. Das Schutzgebiet liegt auf 180 bis 210 Meter Meereshöhe und umfasst eine Fläche von 23,9371 Hektar.

## Beschreibung
Der Bachlauf des Fischbachs liegt geologisch auf Bachablagerungen und Löss-Sedimenten über Granit- und Diorit-Gesteinen des kristallinen Odenwalds. Im oberen Drittel des Gebiets ist er naturnah und strömungsreich. Der untere Teil wurde in den späten 1950er Jahren im Rahmen der Flurbereinigung begradigt, inzwischen hat er durch Uferabbrüche und Kurven wieder eine verlangsamte Strömung. Der Fischbach und der Unterlauf des Meßbachs werden von Ufergehölzen gesäumt.
Die umgebenden Flächen werden landwirtschaftlich genutzt. Der größte Teil ist Grünland mit Wiesen und Weiden unterschiedlicher Nutzungsintensität. Im nördlichen Teil des Gebietes liegt eine Streuobstwiese, im Südosten gibt es einige Ackerflächen.

## Flora und Fauna
In den Ufergehölzsäumen dominiert die Schwarz-Erle, stellenweise kommen auch Gemeine Esche, Bruch-Weide, Bastard-Schwarz-Pappel und Bergulme vor. Dazwischen stehen Sträucher wie Gemeine Hasel, Gewöhnliche Traubenkirsche, Gewöhnlicher Spindelstrauch, Schwarzer Holunder und Brombeeren. In der Krautschicht wachsen unter anderem Hain-Sternmiere, Großes Springkraut, Riesen-Schwingel, Hain-Ampfer, Echtes Mädesüß, Kohldistel, Sumpf-Storchschnabel, Gewöhnlicher Blutweiderich und Schilfrohr. Stickstoffzeiger wie die Große Brennnessel weisen auf den Eintrag von Nährstoffen hin.
Das Grünland besteht aus Tal-Glatthaferwiesen mit den typischen Arten Gewöhnlicher Glatthafer, Wiesen-Labkraut, Wiesen-Pippau, Wiesen-Glockenblume und Wiesen-Storchschnabel. An feuchteren Stellen gedeihen Großer Wiesenknopf und Kuckucks-Lichtnelke. Die meisten Wiesen sind nährstoffreich bis überdüngt und relativ artenarm. Magere Flachland-Mähwiesen gibt es nur auf kleinen Flächen. Sie zeichnen sich durch Magerkeitszeiger wie Feld-Hainsimse, Magerwiesen-Margerite, Kleine Bibernelle und Knöllchen-Steinbrech aus.
Besonders schutzwürdig ist das Vorkommen des Schmetterlings Dunkler Wiesenknopf-Ameisenbläuling, dessen Raupen sich in frühen Entwicklungsstadien ausschließlich von den Blütenköpfen des Großen Wiesenknopfs ernähren. Im Fließgewässer sind die Bachforelle und das gefährdete Bachneunauge heimisch. Entlang der Bachläufe wurden außerdem Wasseramsel, Teichrohrsänger, Eisvogel sowie die Blauflügel-Prachtlibelle beobachtet.

## Erhaltungs- und Schutzziele
In dem FFH-Gebiet sollen folgende Lebensraumtypen erhalten werden:
- 6510 Magere Flachland-Mähwiesen (Alopecurus pratensis, Sanguisorba officinalis)
- 91E0 Auenwälder mit Alnus glutinosa und Fraxinus excelsior (Alno-Padion, Alnion incanae, Salicion albae)

Als Erhaltungsziele der Arten nach Anhang II der FFH-Richtlinie werden folgende Tierarten genannt:
- Lampetra planeri (Bachneunauge)
- Maculinea nausithous (Dunkler Wiesenknopf-Ameisenbläuling)

Die dafür erforderlichen Pflegeeingriffe und Anpassungen der Bewirtschaftungsweise werden durch einen Maßnahmenplan geregelt.

## Beeinträchtigungen
Die Überdüngung und die Beweidung der Frischwiesen führt zu einer unerwünschten Nährstoffanreicherung, auch im Gewässer, sowie zur Ausbreitung von Ruderalvegetation. Entlang des Bachlaufs sind Neophyten  wie Drüsiges Springkraut problematisch.